# Lortglo
Lortglo är en sjö i Hofors kommun i Gästrikland och ingår i Gavleåns huvudavrinningsområde.